# Bank-Praktiker
Der Bank-Praktiker (eigene Schreibung mit Binnenmajuskel: BankPraktiker) ist eine Fachzeitschrift für Fach- und Führungskräfte aller Institutsgruppen der Kreditwirtschaft. Der Bank-Praktiker erscheint monatlich und informiert auf 48 Seiten über die Entwicklungen im Aktiv- und Passivgeschäft (Kredit- und Anlagegeschäft) sowie über andere bereichsübergreifende Themen.
Schwerpunkt sind praxisorientierte Beiträge, Mitteilungen aus dem Bereich der Bankenaufsicht, Gesetzesinitiativen, Hinweise auf aktuelle Urteile sowie Meldungen aus den Verbänden der einzelnen Institutsgruppen. Im Infoteil finden sich ferner Personalia und Rezensionen von Fachbüchern. Dabei werden auch rechtliche Themen, wie zum Beispiel aktuelle Fragen der Bankenaufsicht oder des Bankenstrafrechts, behandelt.